# تله مغناطیسی

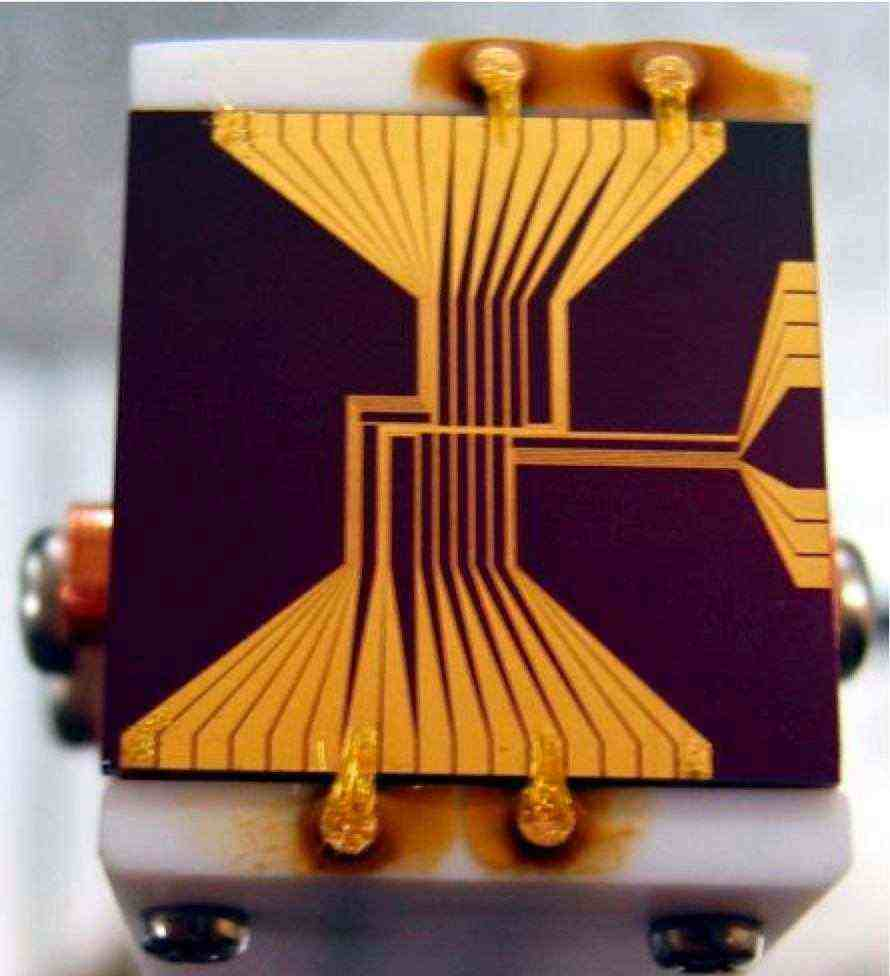
تله اتمی ریزتراشه در ILS که در سال ۲۰۰۵ گسترش یافت

در فیزیک تجربی، تله مغناطیسی (به انگلیسی: Magnetic trap)، دستگاهی است که از گرادیان میدان مغناطیسی برای به دام انداختن ذرات خنثی با گشتاورهای مغناطیسی استفاده می‌کند. اگرچه چنین تله‌هایی برای هدف‌های بسیاری در تحقیقات فیزیک استفاده شده‌اند، اما بهترین مرحله در خنک‌کردن اتم‌ها برای رسیدن به تراکم بوز-انیشتین شناخته می‌شوند. تله مغناطیسی (به عنوان راهی برای به دام انداختن اتم‌های بسیار سرد) نخستین بار توسط دیوید ای. پریچارد پیشنهاد شد.